# کوبسیکو تو-گو
کوبسیکو تو-گو (به انگلیسی: Kobeseiko_Te-Gō) یک هواگرد ملخ‌پیشین تک‌موتوره از نوع ارتباطی/مشاهده‌گر ساخت شرکت کوبه استیل است. هواگرد کوبسیکو تو-گو نخستین پروازش را در ۱۹۴۲ میلادی انجام داد. در مجموع، تعداد ۱ فروند از این هواگرد ساخته شده‌است.